# You Sent Me Flying
„You Sent Me Flying” este un cântec al cântăreței britanice Amy Winehouse, extras de pe albumul Frank și promovat începând cu aprilie 2004 sub egida casei de discuri Island Records. Piesa a avut statut de disc single cu două „fețe”, cealaltă compoziție inclusă pe el fiind „In My Bed”.

## Clasamente
| Clasamente (2004)               | Cea mai înaltă poziție |
| ------------------------------- | ---------------------- |
| Regatul Unit - UK Singles Chart | 60                     |